# Союз українок
«Союз українок» — найбільша жіноча організація в Галичині (і на українських землях взагалі), перейменована (1917) з «Жіночої громади», з осідком у Львові. Діяла до 1938 року. У 1991 році була утворена ВГО «Союз Українок» із місцем знаходження в Києві.

## Історія
21 лютого 1917 року з ініціативи «Кружка ім. Ганни Барвінок» відбувся з'їзд львівських жінок на якому було створено «Союз українок» з осідком у Львові. Організаційний ядром «Союзу українок» стали 14 філій та 11 гуртків «Жіноча громада». На початку серпня 1919 року з ініціативи Бланки Баран, Іванни Одриної та Марії Струтинської жінки Наддніпрянщини та Галичини зустрілися у Кам'янці-Подільському і проголосили заснування «Союзу українок», що охопив жінок усіх частин України..
У 1921 році у Львові відбувся установчий з'їзд, на якому було 312 делегаток від різних жіночих організацій Галичини, Волині, Буковини, та із закордону. На з'їзді було прийнято статут «Союзу українок».
Метою «Союзу українок» була активізація жінок, піднесення їхнього освітнього й економічного рівня (зокрема, фахового досвіду у ділянці хатнього господарства), суспільної гігієни, суспільної праці, участь у світовому жіночому русі тощо. «Союз українок» своєю працею виховав новий тип української громадянки, а тим самим зміцнив і поглибив українську свідомість й український стан посідання.
9 травня 1933 року «Союз українок» ухвалив резолюцією, в якій засудив Голодомор.
З 23 червня по 27 червня 1934 року в Станиславові (нині Івано-Франківськ) «Союзу українок» організував «Конгрес українського жіноцтва». На конгресі були присутніми понад десять тисяч жінок, і не тільки з Західної України, але й з різних країн Європи, за винятком СРСР, а також з Канади та США, та представниця Міжнародної жіночої ліги за мир та свободу Мері Шіпшенкс.
1938 року польська влада заборонила на кілька місяців «Союз українок»; його працю продовжувала «Дружина княгині Ольги», що мала безпосередні політичні завдання.
Восени 1939 року «Союз українок» було ліквідовано радянською владою.

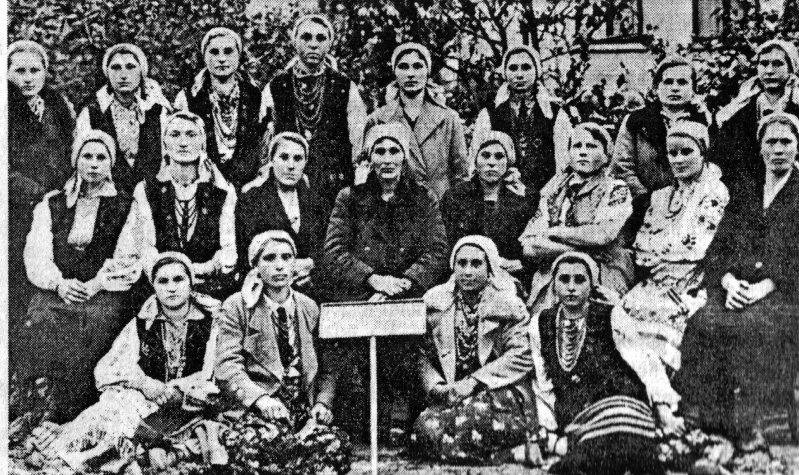
Союзянки села Романівка, 1933 рік
«Союз українок» села Вирів, 1937 рік.
Членкині Стрийського відділу «Союзу Українок», 1937 рік

### Відродження
Діяльність «Союзу Українок» відновили у 1989 році у Львові, а в 1991 році була утворена Всеукраїнська жіноча громадсько-просвітницька організація «Союз Українок» із місцем знаходження у Києві.. У статуті зазначено, що вона є «… спадкоємницею демократичних традицій СУ, що діяв в Україні з 1917 року, був ліквідований внаслідок більшовицької окупації у 1939 році і відновив свою діяльність у 1991 році».
Серед тих, хто відроджував організацію, були Катерина Стеценко, Олена Суслова, Галина Дацюк, Надія Самуляк, Надія Харчук, Ольга Горинь та Олена Замостян. Коли організацію очолила Лілія Григорович, вона втратила феміністичний характер і багато її учасниць та засновниць покинули організацію.
У січні 2014 року Союз українок увійшов до Комітету жіночого спротиву.
У 2017 році на державному рівні в Україні відзначався ювілей — 100 років з часу заснування «Союзу українок» 1917.

## Структура

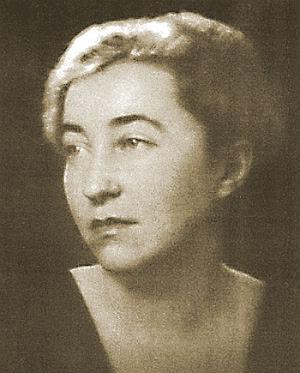
Мілена Рудницька

Через воєнні події праця Союзу українок розгорнулася у 1920; 1921 заходами «Союзу українок» відбувся загальний жіночий з'їзд (по закритті його польською владою він відбувався далі таємно). «Союз українок» мав триступневу будову: централя у Львові, філії (1937—1967) по містах і містечках, кружки (828) по селах; кількість членів близько 45 000. 25 % українських сіл у Галичині мали кружки «Союзу українок», а належало до нього близько 5 % українського жіноцтва (для порівняння відсотки товариства «Просвіта» 85 — 15). Територію діяльності «Союзу українок» польська влада обмежила Галичиною. Статут «Союзу українок», прийнятий 1917, був змінений 1933.
У Союзі діяло п'ять секторів:
- медичний сектор переважно для допомоги військовим, очолюваний Марією Юринець та Оксаною Бірецькою,
- економічний на чолі з Оксаною Одриною,
- культурним сектором керували Софія Русова та Людмила Старицька-Черняхівська,
- мистецьким — Марія Грінченко.[3]

Для керування роботою на провінції при Головному Виділі «Союзу українок» діяв ряд фахових референтур, серед інших госп.-кооп. (нею керувала Іванна Блажкевич, пізніше І. Гладка), народного мистецтва (Ірина Ґурґула), народного здоров'я (Софія Парфанович, С. Коренець), господарського вишколу (Лукія Бобеляк, Харитя Кононенко), вишколу доросту (Ольга Ціпановська), орг. (Олена Кисілевська), харитативна й ін. З 1928 працею «Союзу українок» керувала Мілена Рудницька, яка й була головним ідеологом українського жіночого руху й реалізатором його настанов.
Серед видатних діячок Союзу українок були: Марія Біляк, Костянтина Малицька, Ярослава Островська, Оксана Джиджора-Дзьоба, Ірина Павликовська, Іванна Кокорудз, Марія Білозор, Лукія Бобеляк, Неоніла Селезінка та ін.; поміж голів філій були: Амалія Рублева, Софія Олесницька-Ґуґлевич (Станиславів), Марія Весоловська (Стрий, мати Богдана Весоловського), Стефанія Чорпіта (Калуш), Марія Мартиник (Старий Самбір), О. Малко (Мости В.), С. Гринів (Бучач), Марія Хоптяк (Рогатин) та інші.

## Діяльність
У першій половині 1920-х pp. праця «Союзу українок» була спрямована на відновлення діяльності по воєнній руїні й на організаційні заходи, згодом на приєднання жінок-селянок до «Союзу українок» та поглиблення змісту праці. Для здійснення цих завдань і вишколу кадрів, централя «Союзу українок» організувала ряд курсів: 1927 п'ятимісячні у Львові (під керівництвом О. Ріпель), 1929 у Коршеві (у співпраці з товариством «Сільський Господар»), 1932 — орг.-осв. у Львові та ін. 1937 окрім того був курс громадського вишколу. У програму курсів входило ознайомлення з засадами «Союзу українок» та з ідеєю кооперації, ведення дитячих садків, вивчення хатнього і городнього господарства, основ гігієни. Випускниці (їх було понад 200) курсів працювали здебільшого по філіях «Союзу українок», що значно вплинуло на громадське та господарське піднесення жінки-селянки; вони організували (часто з ін. організаціями) фахові курси по містечках і селах (1937—177; у тому числі 81 куховарський, 13 — хатнього господарства, 53 — трикотажно-в'язальні, 21 крою та шиття, 7 вишивання); цим постійним інструкторкам часто допомагали секції студенток (при Головному Виділі та по філіях).
Серед поодиноких ділянок праці було поширення (в тісній співпраці з Повітовими Союзами Кооператив) кооперативної свідомості серед сільського жіноцтва, вишкіл сільських господинь (з 1935 його вело також товариство «Сільський Господар»), освітня робота (Союз Українок влаштовував літературні вечори, доповіді, виставки, відзначав різні річниці) тощо. За допомогою інструкторок ця акція поширювалася на села. 1936 при 36 філіях і 203 кружках існували бібліотеки; тоді ж діяло при кружках 145 гуртків доросту для дівчат 14 — 18 pp., до програми праці яких входили предмети українознавства, основні відомості про кооперацію, народне мистецтво, хатнє господарство тощо. Філії і кружки «Союзу українок» піклувалися літніми дитячими садками, що їх влаштовувала «Рідна Школа», виконуючи підготовну і допоміжну роботу. Для плекання народного мистецтва вже 1923 з ініціативи Головної Управи «Союзу українок» постала кооператива «Українське народнє мистецтво», а потім було створено окрему референтуру. У ділянці піднесення гігієни (у співпраці з «Українським гігієнічним товариством») влаштовувано доповіді по селах; ведено також куховарські курси, конкурси чистоти хати тощо.
Видавнича діяльність «Союзу українок» була незначна. Першим офіційним органом організації був «Жіночий вістник».
Крім інструкцій, календарів, рефератів Головної Управи та кількох брошур, «Союз українок» видавав часопис: двотижневик «Жінка» (з 1935; редактор М. Рудницька) та популярний часопис для селянок «Українка» (з 1937; редактор М. Струтинська). Членство «Союзу українок» широко користувалося також часописами «Жіноча доля» й ін., що їх видавала О. Кисілевська.
До зростання Союзу українок спричинився скликаний ним 1934 у Станиславові Український Жіночий Конгрес (у 50-ліття заснування першого жіночого товариства), в якому взяли участь представниці всього українського організованого жіноцтва. Влаштований у його програмі «День Селянки» — виступ жінок-селянок в їх колоритному вбранні був потужною маніфестацією; подібний день згодом влаштувала більшість філій (у 1937 — 10). На конгресі виникла думка створити «Світовий союз українок», який став би централею всіх українських жіночих організацій, що й здійснено на з'їзді у Львові 1937, але через воєнні події розгорнути працю не вдалося.
Зовнішні взаємини
Взаємини «Союзу українок» з іншими жіночими організаціями і громадськими централями були назагал добрі. Активізація жінок сприяла праці кожної організації. Натомість світогляд керівництва «Союзу українок», оснований на почуттях патріотизму й на суто демократичних позиціях та змаганні до більших прав жінки в громаді, не знайшов зрозуміння деяких католицьких кіл і також зокрема ОУН, членство якого входило щораз у більшій кількості до управ філій і кружків.
Керівництво «Союзу українок» встановило зв'язки з міжнародними жіночими організаціями. 1923 Союз українок став членом «Міжнародного жіночого союзу» і брав участь у його конгресах у Римі (1923), Парижі (1926), Берліні (1929), Марселі (1933); Союз українок мав свою секцію (її очолювала Б. Баран) у «Лізі миру і свободи» (її представниця була на Українському Жіночому Конгресі у Станиславові); кооперативна секція «Союзу українок» стала членом «Жіночої кооперативної ґільдії» і брала участь в її конгресах у Відні (1931),Лондоні (1933) й Парижі (1937).
Взаємини з міжнародними організаціями допомагали у заходах проти терору окупантів на українських землях. У 1924 вдалося М. Рудницькій піднести в закордонній пресі справу вбивства польською поліцією Ольги Басараб; у 1930 — поставити перед Радою «Ліґи націй» і міжнародними жіночими організаціями справу пацифікації в Галичині (представниця «Ліґи миру і свободи» п-ні Шіпшенкє відвідала Галичину); 1933 — справу штучно організованого голоду на Центральних і Східних Землях тощо.

## Голови «Союзу українок»
- Євгенія Макарушка (1917—1922)
- Катря Гриневичева (1923—1924)
- Марія Білецька (1924—1925)
- Олена Федак-Шепарович (1925—1926)
- Марія Бачинська-Донцова (1926—1927)
- Іванна Витковицька (1927—1928)
- Мілена Рудницька (1928—1939)
- Атена Пашко (1991—2001)
- Лілія Григорович (2001—2013)
- Ореслава Хомик (2013—2021)
- Ористлава Сидорчук (2021—)